# CH Valladolid
CH Valladolid byl hokejový klub z Valladolidu, který hrával Španělskou hokejovou ligu. Klub byl založen v roce 1972 jako jeden ze šesti zakládajících členů Superligy. Kvůli problémům s jejich ledovou plochou hráli Superligu pouze v sezóně 1972/1973. Domovským stadionem byl Sports de Glace v Madridu.

## Historie
| Sezóna    | Liga     | Pohár                                 |
| --------- | -------- | ------------------------------------- |
| 1972/1973 | 4. místo | prohra ve čtvrtfinále s Puigcerda 3:4 |

## Hráči
CH Valladolid nastupoval v sestavě: Toral (Ribado) / Azcona, Rubio, Velasco (2), Aja (3), Suarez (2), Pascual (1), Quintana, Guilarte, Prieto (1).